# Paraphotistus
Paraphotistus là một chi bọ cánh cứng trong họ 
Elateridae.
Chi này được miêu tả khoa học năm 1966 bởi Kishii.

## Các loài
Các loài trong chi này gồm:
- Paraphotistus adiposus (Gurjeva, 1978)
- Paraphotistus auronebulosus (Reitter, 1896)
- Paraphotistus baerii (Kuschakewitsch, 1861)
- Paraphotistus cordialis (Gurjeva, 1989)
- Paraphotistus imitatus (Gurjeva, 1989)
- Paraphotistus impressoides (Reitter, 1901)
- Paraphotistus impressus (Fabricius, 1792)
- Paraphotistus insularis Platia & Gudenzi, 1998
- Paraphotistus iyoensis Kishii, 1982
- Paraphotistus kabakovi (Gurjeva, 1989)
- Paraphotistus niger (Miwa, 1928)
- Paraphotistus nigricornis (Panzer, 1799)
- Paraphotistus nitidulus (LeConte, 1853)
- Paraphotistus notabilis (Candèze, 1873)
- Paraphotistus obscuroaeneus (Koenig, 1889)
- Paraphotistus picticollis (Fairmaire, 1891)
- Paraphotistus przewalskyi (Koenig, 1889)
- Paraphotistus roubali (Jagemann, 1942)
- Paraphotistus rufopleuralis (Fall, 1934)
- Paraphotistus semenovi (Koenig, 1889)
- Paraphotistus subalpinus (Gurjeva, 1979)

## Hình ảnh

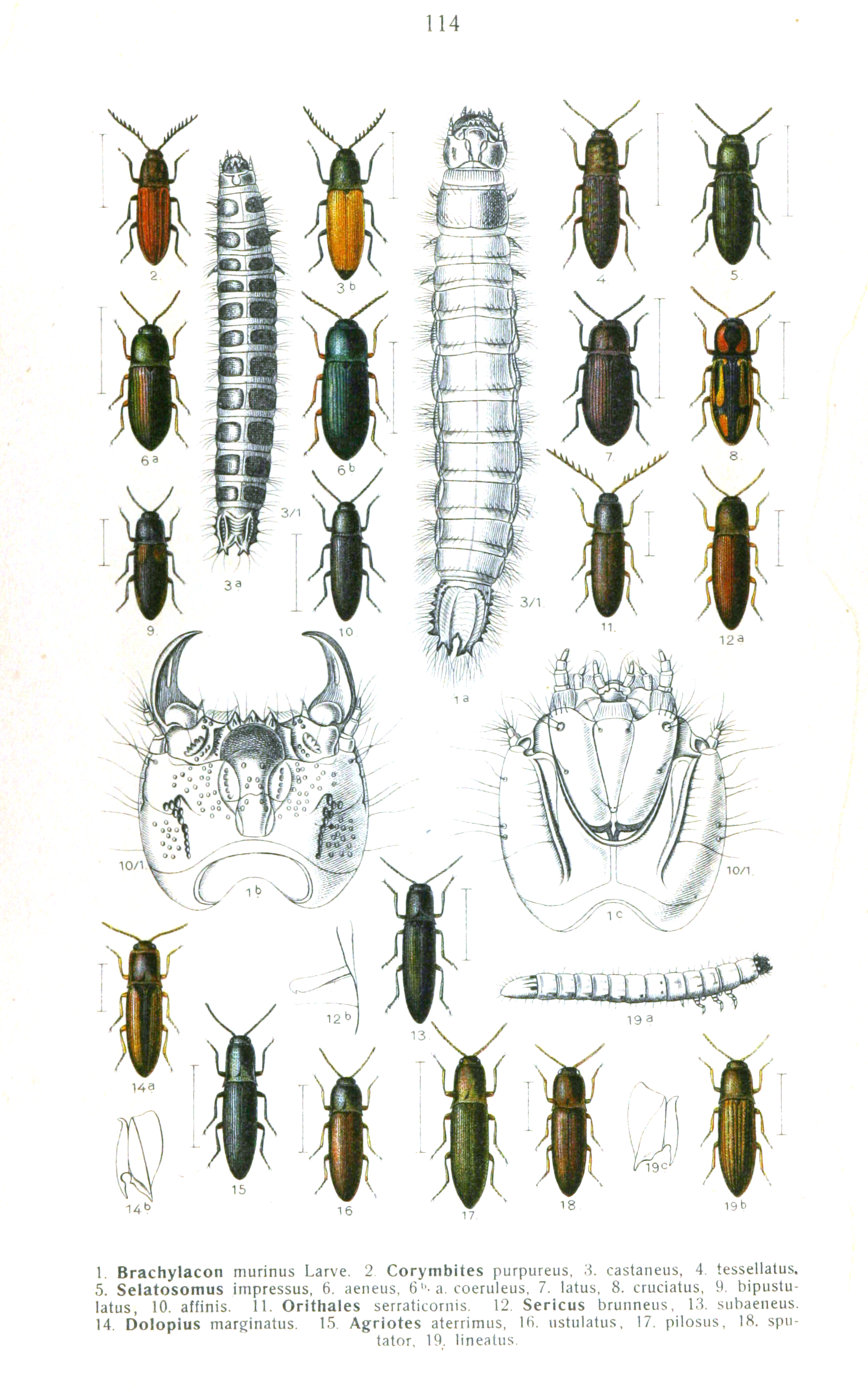